# Спеваковка (Луганская область)
Спеваковка, в 18 веке также Спиваковка (укр. Співаківка) — село, относится к Новоайдарскому району Луганской области Украины.
У села протекает река Айдар.
Население по переписи 2001 года составляло 595 человек. Почтовый индекс — 93512. Телефонный код — 6445. Занимает площадь 3,06 км². Код КОАТУУ — 4423187501.

## История
- Основана в конце XVII века.
- С начала 18 века войсковое селение Изюмского слободского полка.
- С 1765 года — в составе Изюмского комиссарства Изюмской провинции Слободской губернии.
- Население в 1779 году 207 мужчин[1] — войсковых обывателей + 151 мужчина[1] войсковой обыватель на «Спеваковских заводах» (ж. не учитывались, так как не платили налогов).
- С 1780 входит в Изюмский уезд Харьковского наместничества, затем губернии.

## Местный совет
93512, Луганська обл., Новоайдарський р-н, с. Співаківка, вул. Центральна лінія, 16  (укр.)